# Institut für Umwelt & Energie, Technik & Analytik
Das Institut für Umwelt & Energie, Technik & Analytik e. V. (IUTA) ist eine selbständige Forschungseinrichtung mit Sitz in Duisburg. Es ist eines der größten verfahrenstechnischen Institute Deutschlands im Bereich der Energie- und Umwelttechnik. Den Schwerpunkt der Aktivitäten bilden Transferprojekte zur Übertragung wissenschaftlicher Erkenntnisse und Verfahren in die industrielle Anwendung. Das IUTA beschäftigt ca. 130 Mitarbeiter. Es befindet sich in den Gebäuden der ehemaligen Kruppschen Forschungsanstalt auf dem Gelände des stillgelegten Rheinhausener Stahlwerks. Das IUTA ist seit 1991 An-Institut der Universität Duisburg-Essen und Gründungsmitglied der Johannes-Rau-Forschungsgemeinschaft.

## Geschichte

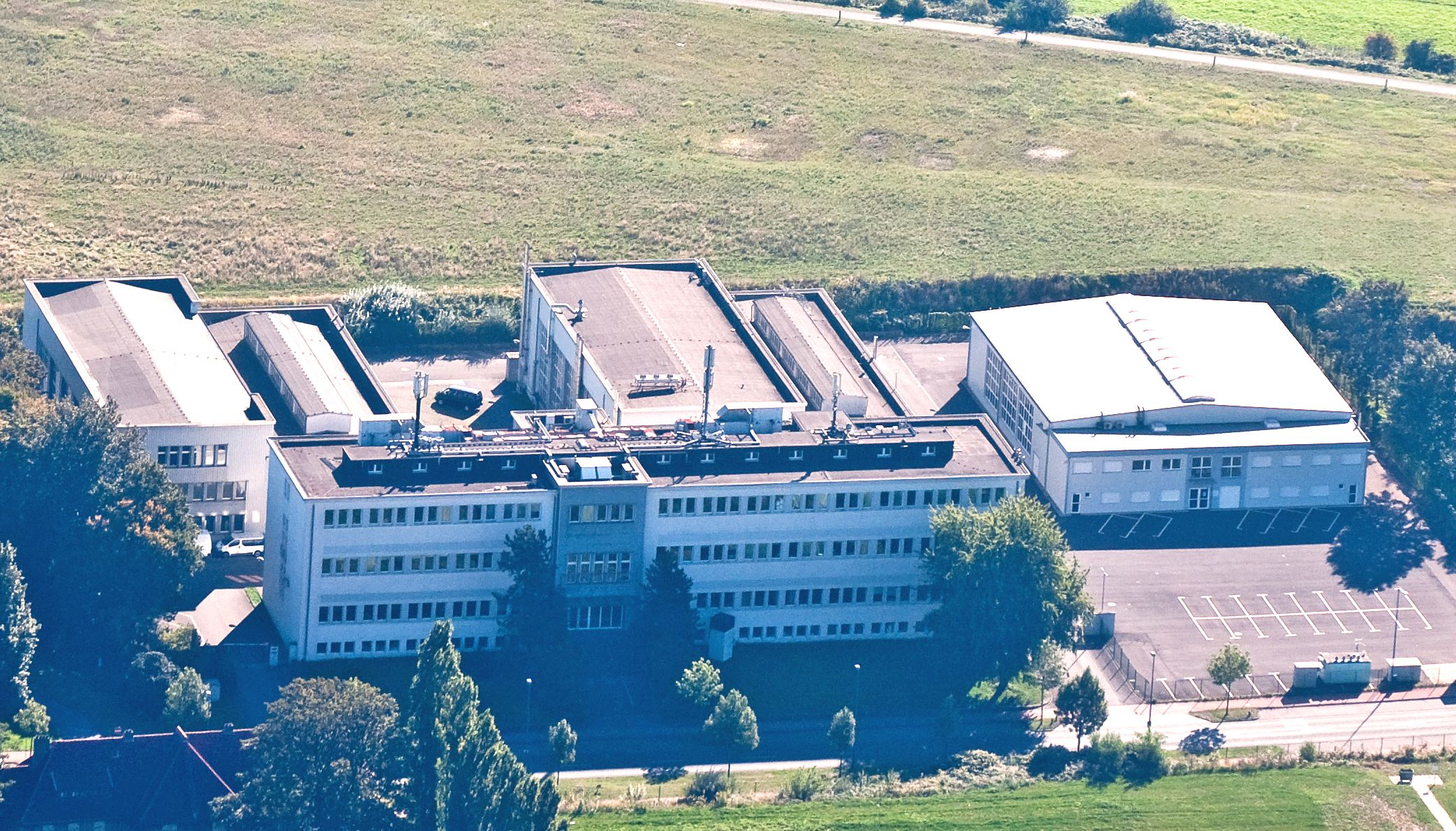
Luftaufnahme des IUTA

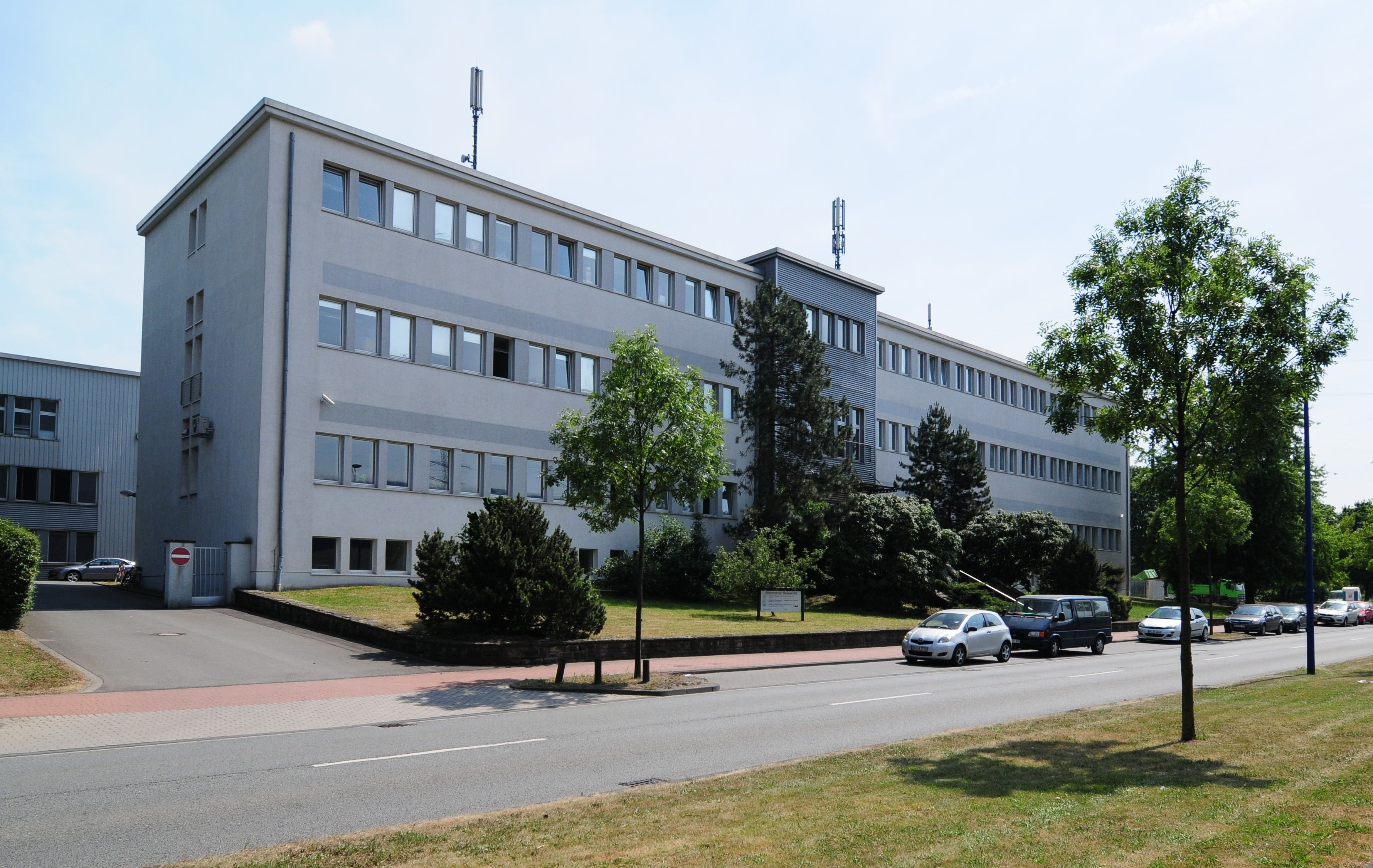
Das Hauptgebäude des Instituts für Umwelt & Energie, Technik & Analytik

Das IUTA wurde 1989 als gemeinnütziger Verein zunächst unter dem Namen „Institut für Umwelttechnologie und Umweltanalytik e. V.“ gegründet. Die Institutsgründung, initiiert von der nordrhein-westfälischen Landesregierung, der Universität Duisburg und großen Industrieunternehmen, sollte Impulse für den Strukturwandel der durch die Stahlkrise der 1980er-/1990er-Jahre im Umbruch befindlichen Region geben. Erste Forschungsprojekte beschäftigten sich mit der Minderung von Dioxinen an Abfallverbrennungsanlagen und der Spurenanalytik zur Messung giftiger Substanzen in Boden, Wasser und Luft. Im Zuge der damals geplanten Rücknahmeverordnung für Elektroaltgeräte begann das IUTA 1991 mit Pilotprojekten und wissenschaftlichen Studien zu den Themen Kreislaufwirtschaft und Recycling. 

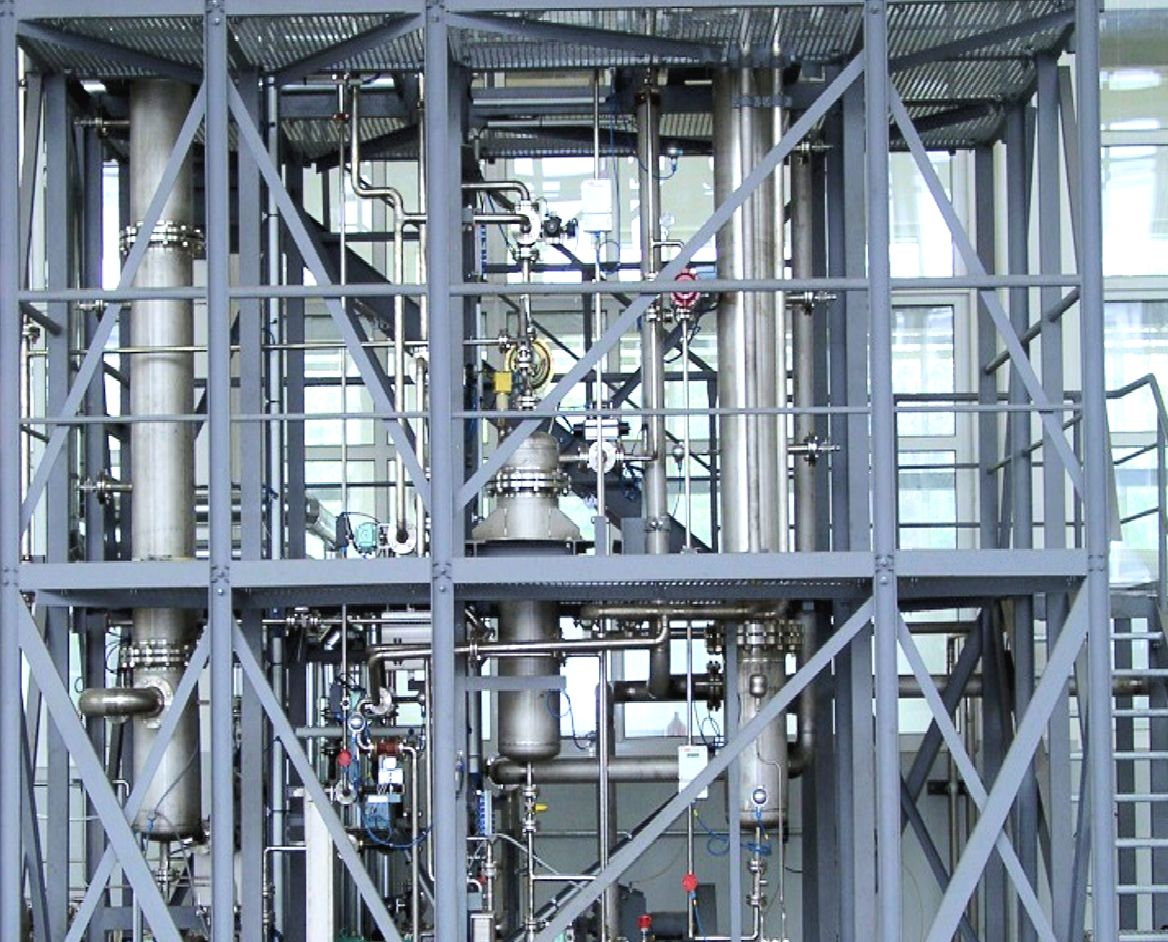
Anlage zur Abtrennung von Kohlendioxid und anderen Gasbestandteilen aus Raffinerie-, Bio- und Kraftwerksabgasen

Wichtige Ereignisse in der Entwicklung des Instituts waren der Aufbau einer Versuchsanlage zur Abtrennung von Kohlendioxid aus Kraftwerksabgasen im Jahr 2001, die Eröffnung des Bereichs Nanomaterial-Synthese und Prozesstechnik (2008) sowie der Neubau einer Halle, in der die Aktivitäten zur Filtration und Adsorption zusammengefasst sind (2011). Seit 2009 organisiert das IUTA jährlich den „FiltrationsTag“, eine Vortragsveranstaltung für Mitarbeiter von Forschungseinrichtungen und mittelständischen Unternehmen aus der Filtrationsbranche. In den darauffolgenden Jahren wurde die jährlich stattfindende Veranstaltungsreihe um den „AnalytikTag“ und den „ZytostatikaTag“ erweitert. Im Jahr 2011 wurde das IUTA durch das Land Nordrhein-Westfalen als erster „Ort des Fortschritts“ ausgezeichnet.

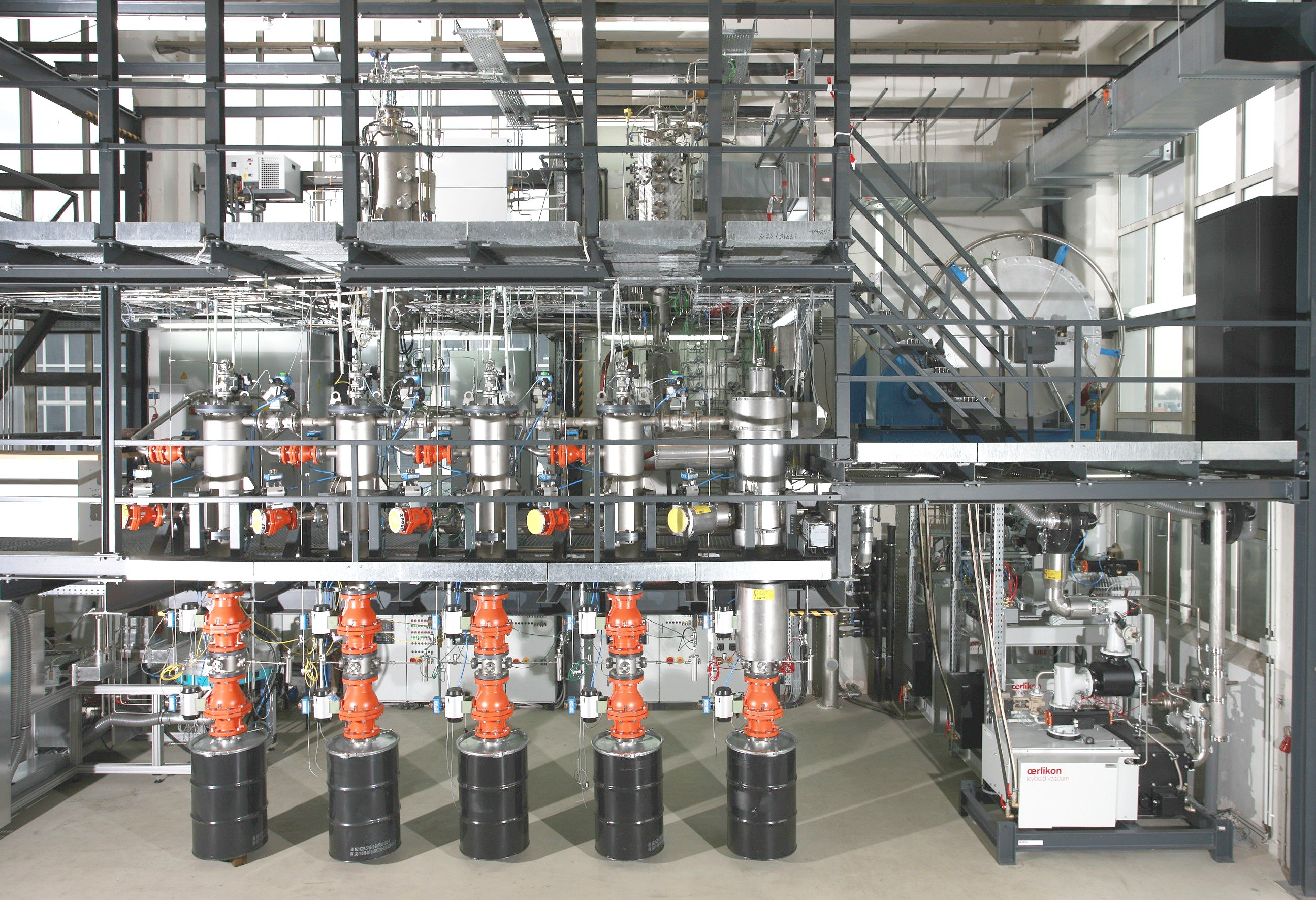
Anlage zur Herstellung von Nanomaterialien im Technikumsmaßstab

 An Christof Schulz, Mitglied des Wissenschaftlichen Kuratoriums des IUTA, wurde 2014 der Leibniz-Preis der Deutschen Forschungsgemeinschaft verliehen.
Eine Arbeitsgruppe des Instituts erhielt 2014 gemeinsam mit einer Arbeitsgruppe des DTNW (Deutsches Textilforschungsinstitut Nord-West) den Rohstoff-Effizienz-Preis des Bundeswirtschaftsministeriums. Im Jahr 2014 feierte das Institut sein 25-jähriges Bestehen.
Das IUTA wurde am 28. März 2023 von Institut für Energie- und Umwelttechnik e.V. in Institut für Umwelt & Energie, Technik & Analytik e.V. umbenannt.

## Aktuelle Forschung und Entwicklung
Neben den ursprünglichen Arbeitsgebieten Luftreinhaltung, Filtration, Spurenanalytik und Elektroschrott-Recycling haben sich neue Arbeitsschwerpunkte entwickelt. Aktuell fokussiert sich das IUTA auf die Themen Aerosole und Feinstaub, nachhaltige Nanotechnologie, funktionale Oberflächen (Adsorption und Filtration), hochtoxische Substanzen und zukünftige Energieversorgung.

## Kooperationen und Mitgliedschaften
Das IUTA kooperiert als An-Institut eng mit der Universität Duisburg-Essen. Seit 1991 ist das Institut Mitglied in der Arbeitsgemeinschaft industrieller Forschungsvereinigungen „Otto von Guericke“ (AiF), einer industriegetragenen Organisation, die sich die Förderung angewandter Forschung und Entwicklung für den Mittelstand zur Aufgabe gemacht hat. Industriekooperationen bestehen mit ca. 350 Unternehmen. Das IUTA ist Gründungsmitglied der Johannes-Rau-Forschungsgemeinschaft. Diese wurde im Jahr 2014 gegründet und ist eine Dachorganisation außeruniversitärer Forschungsinstitute in Nordrhein-Westfalen.